# 貝塞爾 (紐約州)
貝塞爾（英語：Bethel）是一個位於美國紐約州沙利文縣的鎮。

## 人口
根據2020年美國人口普查的數據，貝塞爾的面積為232.99平方千米，當中陸地面積為220.84平方千米，而水域面積為12.15平方千米。當地共有人口3959人，而人口密度為每平方千米17人。